# Valeri Garkaline
Valeri Borissovitch Garkaline (en russe : Валерий Борисович Гаркалин), né le 11 avril 1954 à Moscou en Union soviétique et mort le 20 novembre 2021 à Moscou (Russie), est un acteur soviétique puis russe.

## Biographie
Valeri Garkaline nait le 11 avril 1954 à Moscou. Après avoir effectué son service militaire obligatoire, il entre au Collège musical au sein de l'Académie russe de musique Gnessine à la faculté de marionnettes, sous la direction de Sergueï Obraztsov. Il obtient son diplôme en 1978, son spectacle de fin d'études fut Les Voiles écarlates d'après l'histoire d'Alexandre Grine.
Il commence à travailler dans la troupe rattaché à l'Orchestre philharmonique de Kemerovo. Six ans plus tard, il quitte le théâtre et travailla pendant un certain temps au Théâtre central de marionnettes sous la direction de Sergueï Obraztsov.
En 1988, Garkaline est diplômé de GITIS et devient acteur du théâtre académique de la Satire de Moscou. Sur scène, il joue avec succès dans divers genres - productions classiques, musicales, avant-gardistes. Son rôle de Petruccio dans la comédie La Mégère apprivoisée de William Shakespeare a été reconnu comme brillant par les critiques et le public.
Parallèlement, il joue sur la scène du studio de théâtre Chelovek.
Sa carrière cinématographique commence en 1978, avec une petite apparition non-créditée dans La Fleur écarlate sous la direction d'Irina Povolotskaïa (ru). Acteur comique de caractère, son plus grand succès fut la comédie Chirli-Myrli du réalisateur Vladimir Menchov en 1995.
Jusqu'en 2001, il est acteur au théâtre de la Satire, puis joue dans des productions privées : L'Aubergiste (Independent Theatre Project), Tchonkine et Boomerang (Compagnie de production d'Anatoly Voropaev), Striptease (Studio de théâtre Chelovek). Depuis 2007, acteur de théâtre Pouchkine de Moscou.
Il travaille également dans le doublage et prête sa voix au personnages des dessins animés. Il reçoit le prix national d'animation Ikar en 2018, pour le doublage du dessin animé Un dîner tranquille sans sel de Svetlana Razgpuliaeva (2017)
Professeur du GITIS, enseignant du Département des Arts des Variétés qu'il dirige depuis 2002.
Début octobre 2021, il a été hospitalisé pour cause de coronavirus. Il décède le 20 novembre 2021, à l'âge de 67 ans. Inhumé au cimetière Miusskoe de Marina Rochtcha.

## Filmographie partielle
- 1989 : Les Joueurs de cartes (Катала) de Sergueï Bodrov
- 1995 : Chirli-Myrli (Ширли-Мырли) de Vladimir Menchov

## Récompenses
- 2008 : Artiste du peuple de la fédération de Russie[2]